# Saint-Aignan (Sarthe)
Saint-Aignan és un municipi francès situat al departament del Sarthe i a la regió de País del Loira. L'any 2007 tenia 241 habitants.

## Demografia

### Població
El 2007 la població de fet de Saint-Aignan era de 241 persones. Hi havia 105 famílies de les quals 35 eren unipersonals (23 homes vivint sols i 12 dones vivint soles), 35 parelles sense fills, 27 parelles amb fills i 8 famílies monoparentals amb fills.
La població ha evolucionat segons el següent gràfic:
Habitants censats

### Habitatges
El 2007 hi havia 151 habitatges, 108 eren l'habitatge principal de la família, 35 eren segones residències i 8 estaven desocupats. 149 eren cases i 2 eren apartaments. Dels 108 habitatges principals, 80 estaven ocupats pels seus propietaris i 27 estaven llogats i ocupats pels llogaters; 2 tenien una cambra, 9 en tenien dues, 29 en tenien tres, 34 en tenien quatre i 33 en tenien cinc o més. 70 habitatges disposaven pel capbaix d'una plaça de pàrquing. A 46 habitatges hi havia un automòbil i a 51 n'hi havia dos o més.

### Piràmide de població
La piràmide de població per edats i sexe el 2009 era:
| Homes | Edats   | Dones |
| ----- | ------- | ----- |
| 0     | 95 o +  | 0     |
| 4     | 90 a 94 | 0     |
| 0     | 85 a 89 | 0     |
| 0     | 80 a 84 | 0     |
| 8     | 75 a 79 | 16    |
| 4     | 70 a 74 | 12    |
| 4     | 65 a 69 | 0     |
| 4     | 60 a 64 | 8     |
| 8     | 55 a 59 | 4     |
| 12    | 50 a 54 | 8     |
| 8     | 45 a 49 | 8     |
| 12    | 40 a 44 | 4     |
| 12    | 35 a 39 | 8     |
| 0     | 30 a 34 | 4     |
| 0     | 25 a 29 | 0     |
| 8     | 20 a 24 | 0     |
| 16    | 15 a 19 | 0     |
| 4     | 10 a 14 | 24    |
| 4     | 5 a 9   | 12    |
| 8     | 0 a 4   | 0     |

## Economia
El 2007 la població en edat de treballar era de 163 persones, 119 eren actives i 44 eren inactives. De les 119 persones actives 109 estaven ocupades (58 homes i 51 dones) i 10 estaven aturades (5 homes i 5 dones). De les 44 persones inactives 16 estaven jubilades, 22 estaven estudiant i 6 estaven classificades com a «altres inactius».

### Ingressos
El 2009 a Saint-Aignan hi havia 115 unitats fiscals que integraven 258 persones, la mediana anual d'ingressos fiscals per persona era de 16.639,5 €.

### Activitats econòmiques
Dels 3 establiments que hi havia el 2007, 1 era d'una empresa de construcció, 1 d'una empresa de comerç i reparació d'automòbils i 1 d'una empresa de serveis.
L'únic servei als particulars que hi havia el 2009 era una fusteria.
L'únic establiment comercial que hi havia el 2009 era una adrogueria.
L'any 2000 a Saint-Aignan hi havia 10 explotacions agrícoles que ocupaven un total de 540 hectàrees.

## Poblacions més properes
El següent diagrama mostra les poblacions més properes.